# Saad El Shazly
Saad Mohamed el-Husseiny el-Shazly (Basyoun, Garbia, 1 de abril de 1922 - Cairo, 10 de fevereiro de 2011) foi um militar egípcio. Foi chefe de gabinete do Exército do Egito durante a Guerra do Yom Kippur. Após a sua crítica pública aos Acordos de Camp David, ele foi demitido de seu cargo de embaixador no Reino Unido e Portugal, em seguida, enviado para o exílio na Argélia.